# Она Месегер
Она Месегер  (ісп. Ona Meseguer, 20 лютого 1988) — іспанська ватерполістка, олімпійська медалістка.

## Виступи на Олімпіадах
| Олімпіада   | Дисципліна | Місце |
| ----------- | ---------- | ----- |
| Лондон 2012 | водне поло | 2     |

## Зовнішні посилання
- Досьє на sport.references.com [Архівовано 15 грудня 2012 у Wayback Machine.]